# Salzburški letopisi
Salzburški letopisi so zgodovinski zapisi bavarsko-avstrijske regije od 8. do 10. stoletja. 
Najstarejši zapisi so Annales Iuvavenses antiqui, nastali okoli leta 830, ki so se kasneje nadaljevali do leta 842 oziroma 976. Salzburški letopisi skupaj z letopisi iz okoli leta 1150, ki so ohranjeni v Admontskem kodeksu, tvorijo Annales Iuvavenses maximi, ki so osrednji viri podatkov za zgodnjo bavarsko-avstrijsko zgodovino. 
Annales Sancti Ruperti so nastali v salzburškem samostanu svetega Petra v poznem 12. stoletju. Vsebujejo obsežne zapise, neodvisne od prvih. Začnejo se leta 1180, končajo leta 1286 in se pozneje nadaljujejo do leta 1327.

## Izdaje
Monumenta Germaniae Historica Scriptores 9 in 30/2.